# Thiodina robusta
Thiodina robusta är en spindelart som beskrevs av Mello-Leitao 1945. Thiodina robusta ingår i släktet Thiodina och familjen hoppspindlar. Inga underarter finns listade i Catalogue of Life.